# Pseudoalcippe
Pseudoalcippe és un gènere obsolet d'ocells de la família dels sílvids (Sylviidae). El Congrés Ornitològic Internacional, en la seva llista mundial d'ocells (versió 10.2, 2020) traslladà les dues espècies de Pseudoalcippe al gènere Sylvia, prenent per base els resultats de diversos estudis.

## Taxonomia
Segons la Classificació del Congrés Ornitològic Internacional (versió 2.6, 2010) aquest gènere contenia dues espècies: 
- Pseudoalcippe abyssinica - Tallarol d'Abissínia (sylvia abyssinica)
- Pseudoalcippe atriceps - Tallarol del Rwenzori (sylvia atriceps)